# CNNエスパニョール

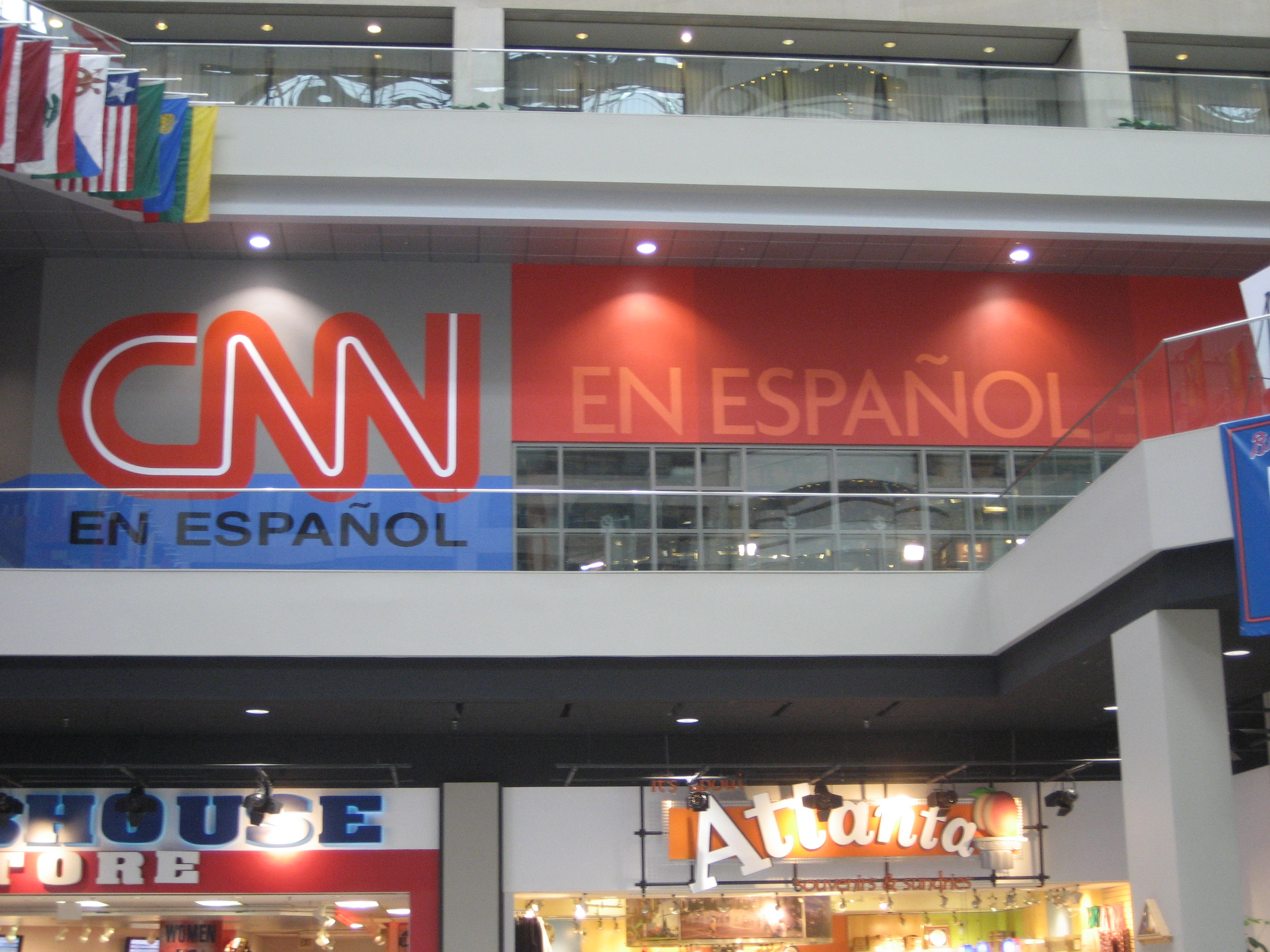
アトランタのCNNエスパニョールのオフィス。南米の国旗が掲げられている。

ロゴ。Españolのñに合わせて、Nの上にチルダを置いている。

CNNエスパニョール（CNN en Español）は、ワーナー・ブラザース・ディスカバリー傘下のCNNワールドワイドが開設した、スペイン語放送によるニュース専門チャンネルである。1997年3月17日放送開始。アトランタにあるCNN放送センターを本拠とし、ここからアメリカ合衆国とラテンアメリカに向けてニュースを発信する。テレビ・ラジオ・インターネットでの展開の他、シリウス・サテライト・ラジオやXMサテライト・ラジオなどの衛星ラジオからも聴取可能。

## 主な番組
本項目で時間に関する記述がある場合は、注記の無い限りアメリカ東部時間（ET）を基本とする。
- Cafe CNN - 朝の大型ニュース番組
- Deportes CNN - スポーツニュース
- GloboEconomia - 経済ニュース
- Mirador Mundial - 国際ニュース
- Showbiz - 芸能ニュース
- Vive el Golf - ゴルフ情報番組
- Amanpour. - CNN記者/アンカーのクリスティアン・アマンプールによるニュースマガジン。[2]

## 日本での放送
2005年9月25日、CNNjで放送開始。当初は毎週火曜～土曜の早朝に放送される総合国際ニュース番組「Nuestro Mundo」を始めとする、一部日本語通訳込の番組を含む複数番組で放送を開始した。

2006年3月、CNNjの番組編成によって同年4月以降、本チャンネルの番組が消滅した。